# Concessão Internacional de Xangai
```
   |-
       |
Erro:
:  
valor não especificado para "
nome_comum
"

   |-
       | 
Erro:
:  
valor não especificado para "
continente
"
```

A Concessão Internacional de Xangai ou Settlement Internacional de Xangai (chinês: 上海公共租界, pinyin: Shànghǎi Gōnggòng Zūjiè) foi uma concessão estrangeira na China que existiu entre 1845 e 1943 na cidade de Xangai.
A Concessão Internacional de Xangai teve origem após a derrota da Dinastia Qing da China pelo Império Britânico na Primeira Guerra do Ópio (1839–1842) e subsequente assinatura do Tratado de Nanquim. Segundo os termos do tratado, a cidade chinesa de Xangai, juntamente com outros quatro portos abertos, ficavam disponíveis ao comércio estrangeiro, derrubando o anterior monopólio do porto meridional de Cantão sob o Sistema de Cantão. Os britânicos, já então activos em Hong Kong, que lhes havia sido cedido sob os termos do Tratado de Nanquim, rapidamente estabeleceram um assentamento ao longo das margens do Rio Huangpu por forma a levarem a cabo os seus interesses comerciais.
Imediatamente após os britânicos, os americanos e os franceses estabeleceram-se no mesmo local, os primeiros a norte do assentamento britânico, e os segundos a sul. Em 1854, os três países criaram o Conselho Municipal de Xangai por forma a servir os seus interesses mas, em 1862, a Concessão Francesa abandonou esse acordo. Nos anos seguintes os assentamentos britânico e americano uniram-se formalmente para criar a Concessão Internacional de Xangai.

Ao contrário das colónias de Hong Kong e Weiheiwei, que eram territórios soberanos britânicos, as concessões estrangeiras de Xangai originalmente permaneceram território soberano chinês. No entanto, durante a revolta da Sociedade das Pequenas Espadas em 1853–55, a administração Qing  prescindiu da soberania nas concessões a favor dos potentados estrangeiros, em troca do seu apoio na supressão da rebelião.

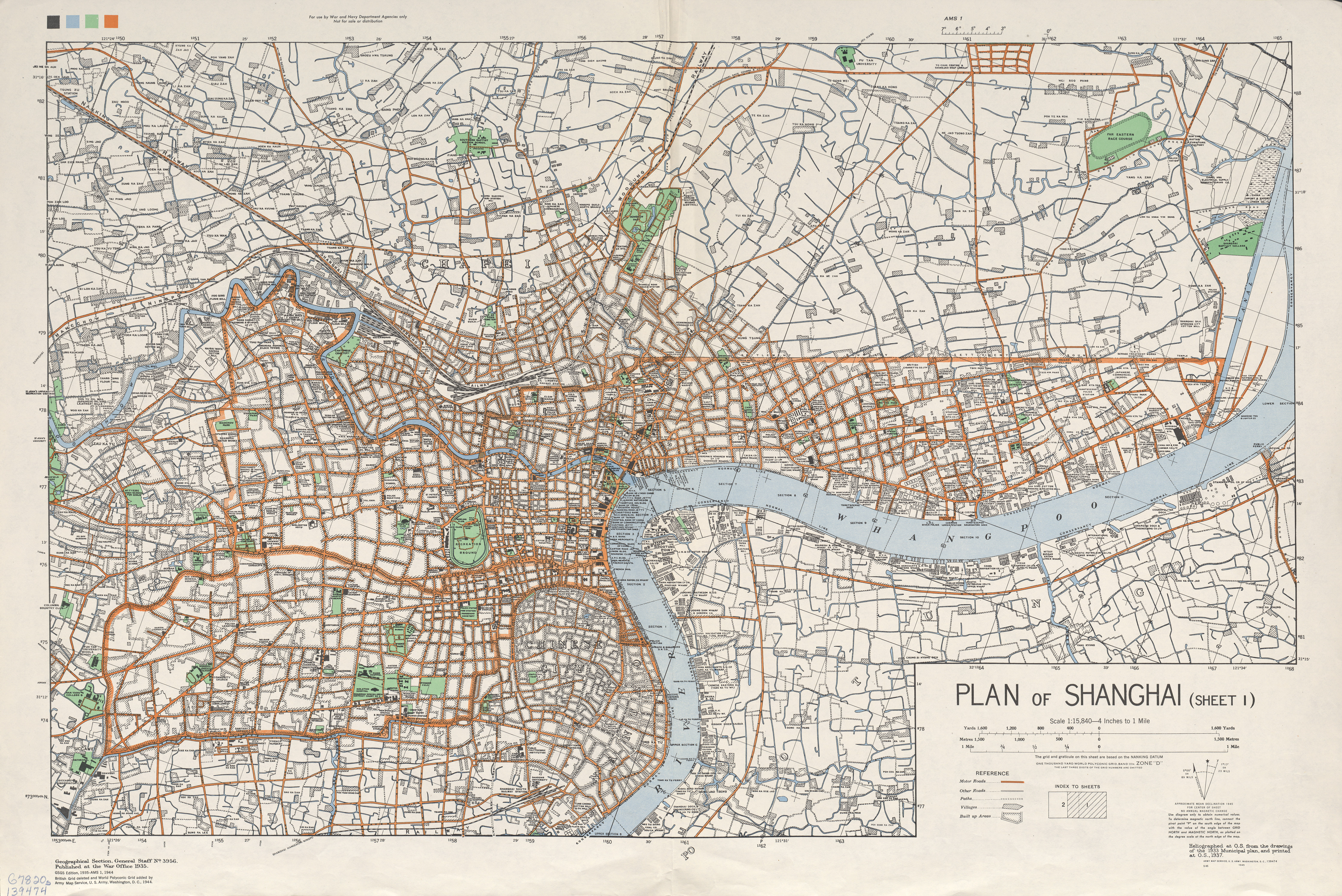
Mapa de Xangai em 1935

À medida que mais poderes estrangeiros estabeleciam relações e tratados com a China, os seus cidadãos também se tornaram parte da administração da concessão, mas esta permaneceu sempre com influência predominantemente britânica, pelo menos até ao final da década de 1930 quando o envolvimento do Japão começou a ganhar importância.

A concessão internacional acabou abruptamente em Dezembro de 1941 ao ser  invadida por tropas japonesas após o ataque de Pearl Harbor. No início de 1943, novos tratados assinados pelo governo chinês de Chiang Kai-shek com a Grã-Bretanha e os Estados Unidos acabaram com os privilégios extraterritoriais de que haviam gozado os súbditos britânicos e os cidadãos americanos durante um século.

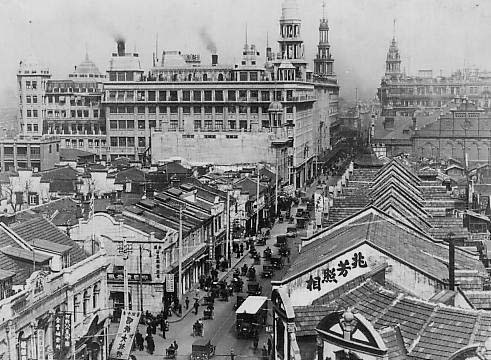
Rua de Nanquim, Xangai, no interior da Concessão Internacional